# Lògica algebraica
Dins la lògica matemàtica, la lògica algebraica és el raonament obtingut mitjançant la manipulació d'equacions amb variables lliures.
El que actualment s'anomena lògica algebraica clàssica se centra en la identificació i descripció algebraica de models adequats per a l'estudi de diverses lògiques (en forma de classes d'àlgebres que constitueixen la semàntica algebraica d'aquests sistemes deductius) i problemes connectats com la representació i la dualitat. Resultats ben coneguts com el teorema de la representació per a les àlgebres de Boole i la dualitat de Stone cauen sota el paraigua de la lògica algebraica clàssica (Czelakowski 2003).
Els treballs de la lògica algebraica abstracta més recent (AAL) se centren en el propi procés d'algebraització, com classificar diverses formes d'algebraitzabilitat mitjançant l'operador de Leibniz (Czelakowski 2003).

## Càlcul de relacions
Es troba una relació binària homogènia en el conjunt de potències de X × X per a un conjunt X, mentre que una relació heterogènia es troba en el conjunt de potències de X × Y, on X ≠ Y. Si es manté una relació determinada per a dos individus és una mica d'informació, de manera que s'estudien les relacions amb l'aritmètica booleana. Els elements del conjunt de potències s'ordenen parcialment per inclusió, i la xarxa d'aquests conjunts es converteix en àlgebra mitjançant la multiplicació relativa o la composició de relacions.
"Les operacions bàsiques són la unió teòrica del conjunt, la intersecció i la complementació, la multiplicació relativa i la conversió".
La conversió fa referència a la relació inversa que sempre existeix, contràriament a la teoria de funcions. Una relació determinada pot estar representada per una matriu lògica ; llavors la relació inversa es representa mitjançant la matriu de transposició. Una relació obtinguda com a composició d'altres dues es representa llavors amb la matriu lògica obtinguda mitjançant la multiplicació de matrius mitjançant l'aritmètica booleana.

### Exemple
Un exemple de càlcul de relacions sorgeix a l'erotètica, la teoria de les preguntes. A l'univers dels enunciats hi ha afirmacions S i preguntes Q. Hi ha dues relacions π i α de Q a S : q α a es manté quan a és una resposta directa a la pregunta q. L'altra relació, q π p es manté quan p és un pressupòsit de la pregunta q. La relació inversa π T va de S a Q de manera que la composició π T ; α és una relació homogènia sobre S. El diàleg amb mètodes socràtics reconeix l'art de fer la pregunta adequada per obtenir una resposta suficient.

### Funcions
La descripció de les relacions binàries clau s'ha formulat amb el càlcul de relacions. La propietat d'univalència de les funcions descriu una relació R que compleix la fórmula {\displaystyle R^{T}R\subseteq I,} on I és la relació d'identitat en el rang de R. La propietat injectiva correspon a la univalència de R T, o la fórmula {\displaystyle RR^{T}\subseteq I,} on aquesta vegada I és la identitat del domini de R.
Però una relació univalent és només una funció parcial, mentre que una relació total univalent és una funció. La fórmula de la totalitat és {\displaystyle I\subseteq RR^{T}.} Charles Loewner i Gunther Schmidt utilitzen el terme mapatge per obtenir una relació total i univalent.
La facilitat de relacions complementàries va inspirar Augustus De Morgan i Ernst Schröder a introduir equivalències utilitzant {\displaystyle {\bar {R}}} per al complement de la relació R. Aquestes equivalències proporcionen fórmules alternatives per a relacions univalents ({\displaystyle R{\bar {I}}\subseteq {\bar {R}}}), i les relacions totals ({\displaystyle {\bar {R}}\subseteq R{\bar {I}}}). Per tant, els mapatges compleixen la fórmula {\displaystyle {\bar {R}}=R{\bar {I}}.} Schmidt utilitza aquest principi com "relliscar per sota de la negació per l'esquerra". Per a un mapatge {\displaystyle f,\quad f{\bar {A}}={\overline {fA}}.}

### Abstracció
L'estructura de l' àlgebra de la relació, basada en la teoria de conjunts, va ser transcendida per Tarski amb axiomes que la descrivien. Llavors va preguntar si cada àlgebra que satisfés els axiomes podia ser representada per una relació establerta. La resposta negativa obrir la frontera de la lògica algebraica abstracta.

## L'àlgebra com a model de lògica
La lògica algebraica tracta les estructures algebraiques, sovint gelosies acotades, com a models (interpretacions) de determinades lògiques, fent de la lògica una branca de la teoria de l'ordre.
En lògica algebraica:
- Les variables es quantifiquen tàcitament universalment sobre algun univers de discurs. No hi ha variables quantificades existencialment ni fórmules obertes ;
- Els termes s'acumulen a partir de variables mitjançant operacions primitives i definides. No hi ha connectius;
- Les fórmules, construïdes a partir dels termes de la manera habitual, es poden equiparar si són lògicament equivalents. Per expressar una tautologia, equipareu una fórmula amb un valor de veritat;
- Les regles de la prova són la substitució d'iguals per iguals i la substitució uniforme. El Modus ponens continua sent vàlid, però poques vegades s'utilitza.

A la taula següent, la columna esquerra conté un o més sistemes lògics o matemàtics i l'estructura algebraica que en són els models es mostra a la dreta a la mateixa fila. Algunes d'aquestes estructures són àlgebres booleanes o extensions adequades de les mateixes. Les lògiques modals i altres no clàssiques solen modelar-se pel que s'anomena "àlgebres booleanes amb operadors".
Els formalismes algebraics que van més enllà de la lògica de primer ordre en almenys alguns aspectes inclouen:
- Lògica combinatòria, que té el poder expressiu de la teoria de conjunts;
- L'àlgebra de relacions, sens dubte la lògica algebraica paradigmàtica, pot expressar les teories aritmètiques de Peano i la majoria dels conjunts axiomàtics, inclosa la ZFC canònica.

| Sistema lògic                          | Àlgebra de Lindenbaum – Tarski                                               |
| -------------------------------------- | ---------------------------------------------------------------------------- |
| Lògica sentencial clàssica             | Àlgebra de Boole                                                             |
| Intuicionista lògica proposicional     | Heyting àlgebra                                                              |
| Lògica Łukasiewicz                     | MV-àlgebra                                                                   |
| Lògica modal K                         | Àlgebra modal                                                                |
| S4 de Lewis                            | Àlgebra interior                                                             |
| S5 de Lewis, lògica de predicat monada | Àlgebra booleana monadica                                                    |
| Lògica de primer ordre                 | Àlgebra booleana completa, àlgebra poliadica, lògica del funtor del predicat |
| Lògica de primer ordre amb igualtat    | Àlgebra cilíndrica                                                           |
| Teoria de conjunts                     | Lògica combinatòria, relació àlgebra                                         |

## Història
La lògica algebraica és, potser, l'enfocament més antic de la lògica formal, començant possiblement per una sèrie de memorandums que Leibniz va escriure a la dècada de 1680, alguns dels quals van ser publicats al segle xix i traduïts a l'anglès per Clarence Lewis el 1918. :291–305 Però gairebé tota la feina coneguda de Leibniz sobre lògica algebraica només es va publicar el 1903 després que Louis Couturat la descobrís a Nachlass de Leibniz. Parkinson (1966) i Loemker (1969) traduir seleccions del volum de Couturat a l'anglès.
La lògica matemàtica moderna va començar el 1847, amb dos fulletons els autors respectius dels quals eren George Boole i Augustus De Morgan. El 1870 Charles Sanders Peirce va publicar el primer de diversos treballs sobre la lògica dels parents. Alexander Macfarlane va publicar els seus Principis de l'àlgebra de la lògica el 1879 i, el 1883, Christine Ladd, estudiant de Peirce a la Universitat Johns Hopkins, va publicar "Sobre l'àlgebra de la lògica". La lògica es va tornar més algebraica quan es combinaven les relacions binàries amb la composició de les relacions. Per als conjunts A i B, les relacions es van entendre primer com a elements del conjunt de potències d' A × B amb propietats descrites per l'àlgebra de Boole. El "càlcul de relacions" és sens dubte la culminació de l'enfocament de la lògica de Leibniz. A la Hochschule Karlsruhe el càlcul de relacions va ser descrit per Ernst Schröder. En particular, va formular les regles de Schröder, tot i que De Morgan les havia anticipat amb el seu teorema K.
L '"àlgebra lògica de Boole-Schröder" es va desenvolupar a la Universitat de Califòrnia a Berkeley, en un llibre de text de Clarence Lewis el 1918. Va tractar la lògica de les relacions derivada de les funcions proposicionals de dues o més variables.
Hugh MacColl, Gottlob Frege, Giuseppe Peano, Bertrand Russell i AN Whitehead compartien el somni de Leibniz de combinar lògica simbòlica, matemàtiques i filosofia.
Alguns escrits de Leopold Löwenheim i Thoralf Skolem sobre la lògica algebraica van aparèixer després de la publicació de 1910–13 de Principia Mathematica, i Tarski va recuperar l'interès per les relacions amb el seu assaig de 1941 sobre el càlcul de les relacions.
Segons Helena Rasiowa, "Els anys 1920-40 van veure, en particular a l'escola de lògica polonesa, investigacions sobre càlculs proposicionals no clàssics duts a terme pel que s'anomena mètode de matriu lògica. Atès que les matrius lògiques són certes àlgebres abstractes, això va conduir a l'ús d'un mètode algebraic en lògica. "
Brady (2000) discusses the rich historical connections between algebraic logic and model theory. The founders of model theory, Ernst Schröder and Leopold Loewenheim, were logicians in the algebraic tradition. Alfred Tarski, the founder of set theoretic model theory as a major branch of contemporary mathematical logic, also:
- Lògica algebraica abstracta iniciada amb àlgebres de relació[6]
- Àlgebra cilíndrica inventada
- Co-descobert l'àlgebra de Lindenbaum-Tarski

En la pràctica del càlcul de relacions, Jacques Riguet va utilitzar la lògica algebraica per avançar en conceptes útils: va estendre el concepte d'una relació d'equivalència (en un conjunt) a relacions heterogènies amb el concepte difuncional. Riguet també va ampliar l'ordenació al context heterogeni mitjançant la seva nota que una matriu lògica d'escala té un complement que també és una escala, i que el teorema de NM Ferrers es desprèn de la interpretació de la transposició d'una escala. Riguet va generar relacions rectangulars prenent el producte exterior de vectors lògics; aquests contribueixen als rectangles no ampliables de l'anàlisi de conceptes formals.
Leibniz no va tenir cap influència en l'ascens de la lògica algebraica perquè els seus escrits lògics estaven poc estudiats abans de les traduccions de Parkinson i Loemker. La nostra comprensió actual de Leibniz com a lògic prové principalment de l'obra de Wolfgang Lenzen, resumida a Lenzen (2004). Per veure com el treball actual de lògica i metafísica pot inspirar-se i il·luminar el pensament de Leibniz, vegeu Zalta (2000).